# Callidula sobah
Callidula sobah is een vlinder uit de familie van de Callidulidae. De wetenschappelijke naam van de soort is voor het eerst geldig gepubliceerd in 1886 door pagenstecher.